# Водлож
Водло́ж (фр. Vaudeloges) — коммуна во Франции, находится в регионе Нижняя Нормандия. Департамент коммуны — Кальвадос. Входит в состав кантона Сен-Пьер-сюр-Див. Округ коммуны — Лизьё.
Код INSEE коммуны — 14729.

## Население
Население коммуны на 2010 год составляло 211 человек.
| 1962 | 1968 | 1975 | 1982 | 1990 | 1999 | 2010 |
| ---- | ---- | ---- | ---- | ---- | ---- | ---- |
| 274  | 231  | 180  | 146  | 176  | 153  | 211  |

## Экономика
В 2010 году среди 129 человек трудоспособного возраста (15—64 лет) 98 были экономически активными, 31 — неактивными (показатель активности — 76,0 %, в 1999 году было 72,0 %). Из 98 активных жителей работали 84 человека (48 мужчин и 36 женщин), безработных было 14 (7 мужчин и 7 женщин). Среди 31 неактивных 11 человек были учениками или студентами, 8 — пенсионерами, 12 были неактивными по другим причинам.